# Paenula

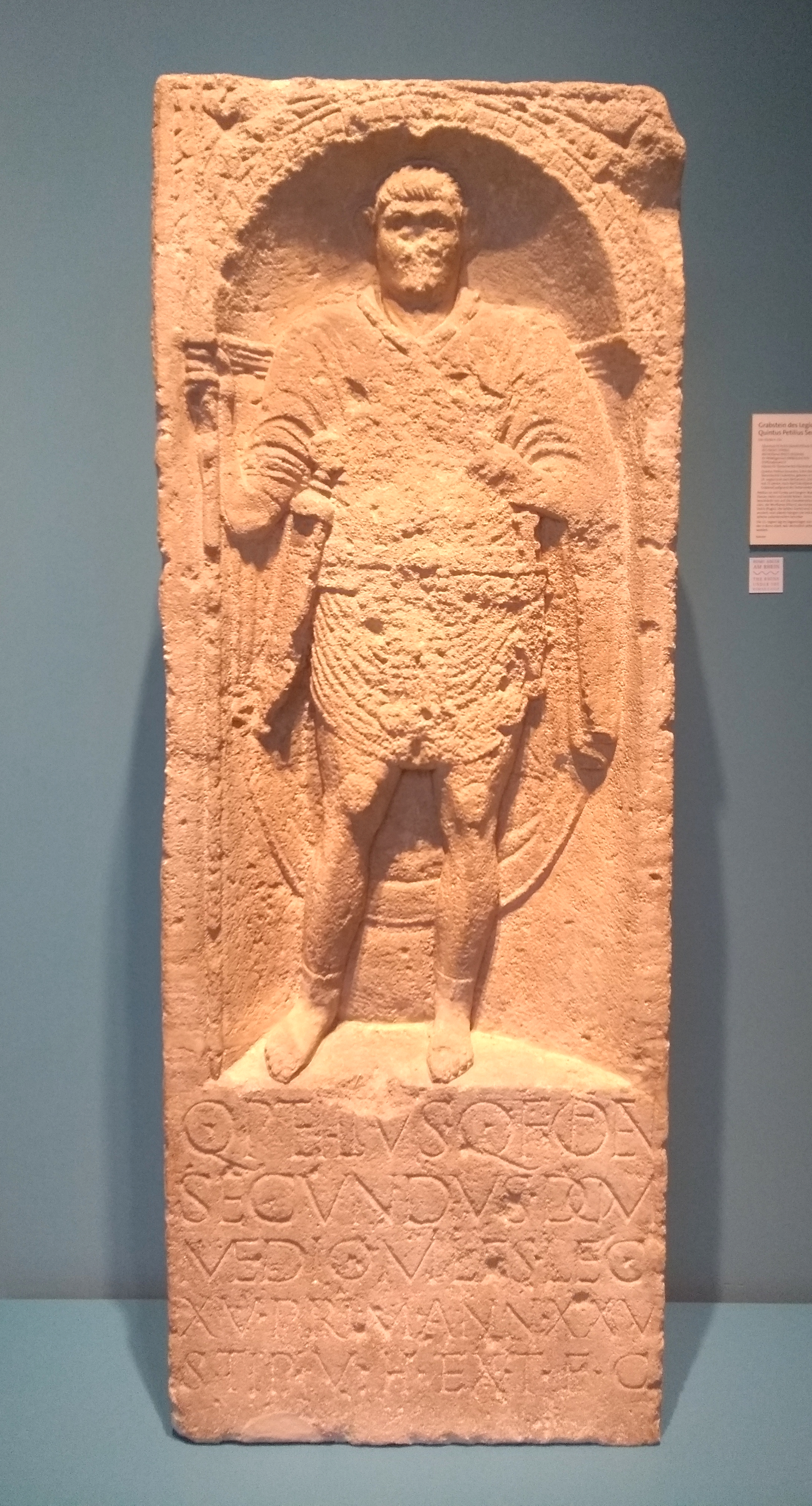
Grabstein des in Bonn stationierten Legionärs Quintus Petilius Secundus mit Paenula

Die Paenula ist ein seit dem 4. Jahrhundert v. Chr. belegter römischer Überziehmantel, der in seiner Form einem heutigen Poncho ähnelt. Seine Grundform war ein Oval, das in der Mitte einen Kopfschlitz und eine Kapuze hatte.
Vermutlich etruskisch-vorderasiatischen Ursprungs, wurde die Paenula anfangs vor allem als Mantel der unteren Stände getragen. Um die Zeitenwende verwendete man ihn auch in der Oberschicht als Mantel für Frauen und Männer.
Paenulaähnliche Mäntel gibt es bis in die Gegenwart:
- als Kasel und als Pluviale in der christlichen Liturgie
- als Teil des Ornats hoher weltlicher Beamter des Mittelalters
- als Pelerine
- als Chamanto, Südamerika